# Eupithecia proflua
Eupithecia proflua là một loài bướm đêm trong họ Geometridae.